# Avtandil Djorbenadze
Avtandil Mevloudis[réf. nécessaire] dze Djorbenadze (en géorgien : ავთანდილ მევლუდის ძე ჯორბენაძე), né le 23 février 1953 à Tchibati et mort le 17 mai 2024, est un homme politique géorgien, ministre d’État (l’équivalent d’un Premier ministre) de la Géorgie de 2001 à 2003.

## Biographie
Médecin de profession, Djorbenadze est nommé en 1992 au poste de vice-ministre de la Santé. Il quitte brièvement le gouvernement l’année suivante avant d’être nommé ministre de la Santé. En 1999, il reçoit le portefeuille de la Sécurité sociale et, l’année suivante, celui du Travail. Lorsque le président Edouard Chevardnadze renvoie son gouvernement au lendemain d’une controverse liée à l’assaut d’agents de sécurité contre une chaîne de télévision, Djorbenadze devient « ministre d’État », à l’époque la plus haute fonction ministérielle d'un gouvernement alors dirigé directement par le président.
Lors de la Révolution des Roses, le président Chevardnadze et de facto son gouvernement sont contraints à la démission le 23 novembre 2003. La présidente du Parlement et présidente par intérim de la Géorgie, Nino Bourdjanadze, nomme l’opposant Zourab Jvania ministre d’État. Sa nomination est approuvée par le Parlement et il remplace Djorbenadze le 27 novembre.